# Gotthard Baier
Gotthard Baier (* 15. Dezember 1816 in Altenkirchen auf Rügen; † 4. März 1898 in Görlitz) war ein deutscher Richter und Parlamentarier.

## Leben
Nach dem Besuch des Greifswalder Gymnasiums studierte Baier an der Rheinischen Friedrich-Wilhelms-Universität Bonn zunächst Philologie und später Rechtswissenschaften. 1837 wurde er Mitglied des Corps Rhenania Bonn. Nach dem Studium schlug er die Richterlaufbahn ein. 1886 war er Landgerichtsrat in Görlitz. 1862/63 und 1882–1888 saß er im Preußischen Abgeordnetenhaus.

## Auszeichnungen
- Charakterisierung als Geheimer Justizrat